# Contribución de patentes
La patente o contribución por patente es un impuesto directo que debe pagar toda persona moral o física, por el hecho de ejercer una actividad económica, comercial, o industrial, o cualquier profesión a título lucrativo no excluida de este impuesto.
Según el país y la profesión o actividad de que se trate, el monto de este impuesto puede ser concertado y/o proporcional al monto de las transacciones o ventas realizadas.

## Historia
Este impuesto fue creado en Francia por la Asamblea Constituyente, a través del decreto de Allarde del 2 y 17 de marzo de 1791, el cual suprimió las corporaciones estableciendo la libertad de comercio y de industria. El objetivo de la patente fue pues el de gravar un ingreso presumido en función del sistema de trabajo. En el momento de su institucionalización, la patente se calculaba como un porcentaje del respectivo alquiler industrial. Obviamente, la legislación fue modificando regularmente el procedimiento de cálculo.
Este impuesto fue profundamente revisado en Francia en 1844, dividiendo el mismo en una componente fija y una parte proporcional. La parte fija entonces estaba determinada en función del tamaño de la comuna donde se ejercía la actividad, y la parte proporcional se fijaba en función del valor locativo del inmueble utilizado, a través de un determinado porcentaje que dependía de la profesión ejercida.
Este tipo de imposición se fue extendiendo a lo largo y ancho del mundo, a través de por ejemplo la colonización francesa, ya que se copió el sistema fiscal francés en las colonias de ese origen.

## Camerún
En Camerún, la contribución de patentes se calcula en función de la cifra de negocios del año precedente para cada establecimiento. Este impuesto es recaudado en beneficio de las colectividades locales (ayuntamientos o similares) y de la Cameroon Radio Television (CRTV).
Asimismo, las empresas de transporte (interurbano de personas y de mercaderías) tienen un régimen de patente particular, puesto que este impuesto en esos casos es establecido o en función del número de plazas o en función de la carga útil del vehículo, o en algún momento en función del margen acordado cuando hay asociaciones de empresas.

## Yibuti
En Yibuti por su parte, la patente se desglosa en un monto fijo (que depende del lugar y del tamaño del establecimiento) y un monto variable proporcional al valor locativo del establecimiento. Respecto al servicio de los taxis, se les aplica un régimen particular de patente.

## Francia
La contribución de patentes fue instituida por la Asamblea Nacional Constituyente de 1791, y posteriormente fue profundamente reestructurada durante la Restauración así como durante el Segundo Imperio.

### Metrópoli
La patente fue suprimida por la ley n°75-678 del 29 de julio de 1975, y reemplazada por la llamada tasa profesional. En el año 2010, la tasa profesional a su vez fue reemplazada por la contribución económica territorial (en francés: Cotisation économique territoriale) y por el llamado IFER (Imposition forfaitaire sur les entreprises de réseaux).

### Colectividades de ultramar
La patente también existe en las colectividades de ultramar (con excepción de Mayotte, Saint-Barthélémy, Saint-Martin, y Saint-Pierre-et-Miquelon). Su forma de cálculo es similar a la de la patente surgida de la reforma de 1844.
La patente por lo tanto se compone de una parte fija (en función de la zona de implantación geográfica), y de una parte variable (que depende del valor locativo del establecimiento). Descuentos o situaciones especiales pueden existir para ciertas actividades o para ciertos tamaños de la explotación.